# Keropok
El keropok o krupuk o pan de gamba es un popular aperitivo de la cocina de indonesa, malaya, singapurense, filipina y china, que consiste en obleas fritas de masa de yuca, papa u otro almidón con polvo de camarón o gamba seca. También se puede usar el camarón fresco, llamado gamba en España. Se toma en forma de snack para acompañar las comidas.

## Preparación
Consiste en pasta de tapioca o patata saboreada con pescado, camarón o vegetales y posteriormente frito. En lugar de emplear una gran cantidad de gambas o camarones se emplea en la elaboración su pasta. Estos crackers se elaboran con una apariencia ligera de color blanco o marrón. Este plato es considerado un plato tradicional chino servido como aperitivo o en los restaurantes chinos de comida para llevar.